# Canal de Aragón y Cataluña
Canal de Aragón y Cataluña är en kanal i Spanien. Den ligger i den nordöstra delen av landet, 400 km nordost om huvudstaden Madrid.